# Lorenzo Fernández de Heredia
Lorenzo Fernández de Heredia y Lope de Lanuza fue un Justicia de Aragón.

## Orígenes familiares
Nació fruto del matrimonio entre Francisco López de Heredia, gobernador de Aragón y Martina Lope de Lanuza, hija de Martín de Lanuza y Garabito, I señor de Plasencia de Jalón y Bardallur y de su segunda esposa Greida de Torrellas y Perellós. 

## Biografía
El 25 de abril de 1533 fue designado Justicia de Aragón tras la muerte de su tío Juan de Lanuza y Torrellas, cargo al que renunció en 1547.
Tras su renuncia al Justiciazgo fue nombrado virrey de Cerdeña, cargo que ocupó hasta su muerte en 1556.